# Manuel Bihr
Manuel Tom Bihr (in thailandese มานูเอล ทอม เบียรห์; Herrenberg, 17 settembre 1993) è un calciatore tedesco naturalizzato thailandese, difensore del Bangkok Utd e della nazionale thailandese.

## Biografia
È nato a Herrenberg da padre tedesco e madre thailandese originaria della provincia di Chiang Mai.

## Carriera

### Club
Ha giocato nella seconda divisione tedesca e nella massima serie thailandese.

### Nazionale
Nel 2017, ha esordito con la nazionale thailandese.